# MP-553K
MP-553K — спортивная многозарядная пневматическая газобаллонная винтовка калибра 4,5 мм производства Ижевского механического завода. Вместе с однозарядным вариантом MP-533 создана на базе пружинно-поршневых моделей MP-60 и MP-61: добавлен клапанный блок, изменены ложа, ударный механизм и механизм взведения, благодаря которому осуществляется быстрая перезарядка винтовки. Замена пружинно-поршневого механизма баллоном с углекислым газом повысила комфортность при стрельбе.

## Конструкция
Винтовку относят к газобаллонным с неподвижным стволом. Ствол длиной 450 мм, стальной нарезной. Боевая пружина взводится отдельным рычагом. Стрельба может вестись только пулями. Оружие пятизарядное с продольно-скользящим досылателем, автоматически подающим пули из магазина в казенную часть при взведении рычага. Штатные прицельные приспособления — механические: целики простой и диоптрический. Мушка закрытая, съемная. Оснащена креплением типа "ласточкин хвост" с базой 11 мм для установки оптического или коллиматорного прицелов. Ложе выполнено из пластмассы. Регулируемый по длине приклад аналогичен моделям MP-60 и MP-61.

## Технические характеристики
Калибр — 4,5 м, тип пуль — finale match. Питание из отъемного пятизарядного магазина. Длина винтовки 790—870 мм, масса без пуль — 2,9 кг. Ход спускового крючка и усилие спуска регулируемые: от 0,5 до 2,5 кгс. Начальная скорость пули (0,5 г) в среднем около 170 м/с при нормальных атмосферных условиях. 

## Назначение
Винтовка предназначена для тренировочной стрельбы пулями ДЦ, ДЦ-М или другими калибра 4,5 мм, используемыми в пневматическом оружии. Изначально винтовка разрабатывалась как спортивная винтовка с низкой стоимостью, может использоваться для начального обучения стрельбе и массового спорта.

## Похожие модели
- МР-555К (ИМЗ)
- ИР-715 «Афалина» (Ижевские ружья)
- «Объект 258» Стриж (Voron-guns)
- Орлик (Voron-guns)